# نادي واسكال
نادي واسكال الرياضي (بالفرنسية: Entente Sportive de Wasquehal)‏ نادي كرة قدم فرنسي يلعب في الدوري الفرنسي للهواة. تم تأسيس النادي في عام 1924.

## روابط خارجية
- ES Wasquehal